# Плоцкое княжество
Плоцкое княжество (пол. Księstwo płockie) — историческое княжество в Мазовии существовавшее в 1233—1351 и 1370—1495 годах.
Княжество было создано Конрадом I Мазовецким для своего сына Болеслава I. В 1247—1275 годах княжество вновь было объединено с Мазовецким княжеством. При разделении Мазовецкого княжества сыновьями Земовита I Конрадом II и Болеславом II Плоцкое княжество отошло последнему. В последующие годы княжество переходило от Мазовии к Польше, в 1495 году окончательно присоединено к Польше.